# Yvonne Sanson
Yvonne Sanson, née Φωτεινή Σαπουντζάκη le 29 août 1925 à Thessalonique et morte le 23 juillet 2003 à Bologne (Italie), est une actrice franco-grecque.

## Biographie

### Origines
Yvonne Sanson naît le 29 août 1925 à Thessalonique (Grèce),,, d’une mère turco-polonaise et d’un père français d’origine russe.

### Carrière
Yvonne Sanson arrive en Italie à 17 ans pour y effectuer ses études. C’est dans ce pays qu’elle va effectuer l’essentiel de sa carrière cinématographique où elle excelle dans le personnage de matrone méridionale.
Son interprétation dans le rôle de la fatale Ginevra dans le Crime de Giovanni Episcopo d'Alberto Lattuada lui ouvre les portes du succès en 1947. Elle forme avec Amedeo Nazzari un couple cinématographique extraordinairement populaire en Italie dans les mélodrames de Raffaello Matarazzo. Dirigée par d’autres metteurs en scène, elle ne réussit pas à trouver de rôles consistants, hormis ceux de la femme délaissée dans L'Amnésique de Collegno de Sergio Corbucci (1962) et de la mère bourgeoise du Conformiste de Bernardo Bertolucci (1970).
Sa popularité s’étant peu à peu évanouie avec sa jeunesse, elle espace ses apparitions sans se retirer de la scène. Dans les années 1960, de sérieux problèmes avec le fisc la réduisent à la faillite et la contraignent à travailler comme traductrice. Elle fait ses dernières apparitions dans deux feuilletons télévisés, en 1973 et 1982.

### Mort
Yvonne Sanson meurt d'une rupture d'anévrisme en 2003 à Bologne.

## Filmographie partielle

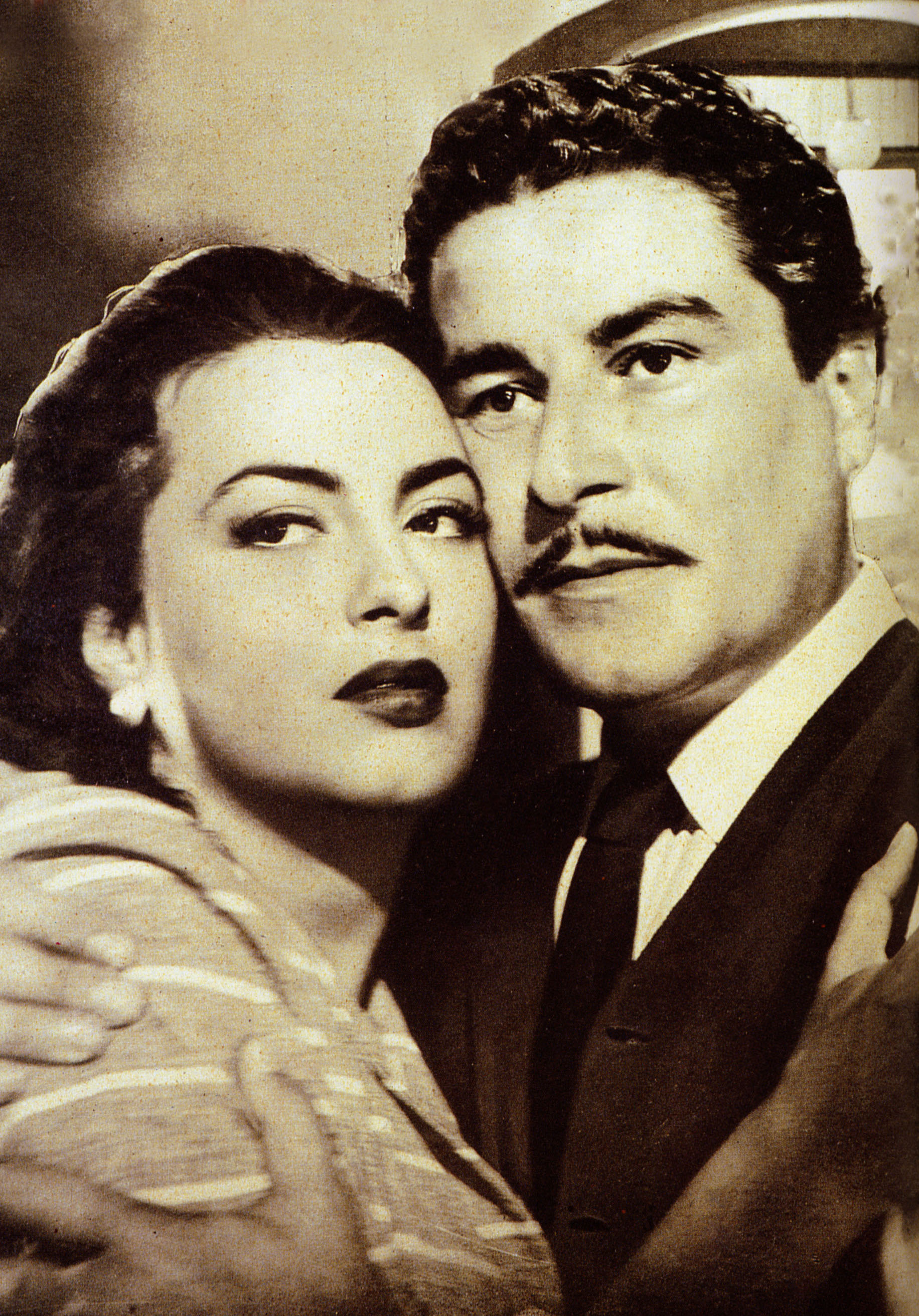
Yvonne Sanson et Amedeo Nazzari dans Bannie du foyer (1950).

- 1946 : L'Aigle noir (Aquila nera) de Riccardo Freda
- 1947 : La Grande Aurore (La grande aurora) de Giuseppe Maria Scotese
- 1947 : Le Crime de Giovanni Episcopo (Il delitto di Giovanni Episcopo) d'Alberto Lattuada
- 1948 : Le Chevalier mystérieux (Il cavaliere misterioso) de Riccardo Freda : Catherine II de Russie
- 1949 : Le Tocsin (Campane a martello) de Luigi Zampa : Australia
- 1949 : Le Mensonge d'une mère (Catene) de Raffaello Matarazzo : Rosa
- 1949 : L'Empereur de Capri (L'imperatore di Capri) de Luigi Comencini : Sonia Bulgarov
- 1950 : La Ceinture de chasteté (La cintura di castità) de Camillo Mastrocinque
- 1950 : Mon frère a peur des femmes (L'inafferrabile 12) de Mario Mattoli
- 1951 : Le Fils de personne (I figli di nessuno) de Raffaello Matarazzo : Luisa, puis sœur Addolorata
- 1951 : Bannie du foyer (Tormento) de Raffaello Matarazzo : Anna
- 1952 : Nous sommes tous des assassins (Siamo tutti assassini) d’André Cayatte : Yvonne Le Guen (dans la version italienne)
- 1952 : L'Île des passions (Menzogna) de Ubaldo Maria Del Colle : Luisa Sanni
- 1952 : Le Manteau (Il cappotto) d'Alberto Lattuada : Caterina
- 1952 : Qui est sans péché ? (Chi è senza peccato ?) de Raffaello Matarazzo : Maria Dermoz
- 1952 : Wanda la pécheresse (Wanda la peccatrice) de Duilio Coletti : Wanda
- 1953 : Quand tu liras cette lettre de Jean-Pierre Melville : Irène Faugeret
- 1953 : Néron et Messaline (Nerone e Messalina) de Primo Zeglio
- 1953 : Les Trois Mousquetaires d’André Hunebelle : Milady de Winter
- 1953 : Larmes d'amour (Torna) de Raffaello Matarazzo : Susanna
- 1955 : Par-dessus les moulins (La bella mugnaia) de Mario Camerini : Donna Dolores
- 1955 : La Femme aux deux visages (Angelo bianco) de Raffaello Matarazzo : Sœur Addolorata
- 1957 : L'ultima violenza de Raffaello Matarazzo : Anna Carani
- 1958 : Barrage contre le Pacifique (This Angry Age) de René Clément : Carmen
- 1958 : On ne vit qu'une fois (Μια ζωή την έχουμε) de Yórgos Tzavéllas
- 1961 : Le Roi des truands (I re di Poggioreale) de Duilio Coletti : la reine
- 1962 : Âme noire (Anima nera) de Roberto Rossellini : Olga Manfredi
- 1962 : L'Amnésique de Collegno de Sergio Corbucci
- 1963 : Le Jour le plus court (Il giorno più corto commedia umoristica) de Sergio Corbucci : la femme du bègue
- 1968 : Le Dernier Jour de la colère (I giorni dell'ira) de Tonino Valerii : Vivien Skill
- 1968 : Le Prophète (Il profeta) de Dino Risi : Carla Bagni
- 1970 : Le Conformiste (Il conformista) de Bernardo Bertolucci : la mère de Giulia
- 1972 : Caresses à domicile (A.A.A. Massaggiatrice bella presenza offresi...) de Demofilo Fidani : la mère de Cristina